# Paphies donacina
Paphies donacina is een tweekleppigensoort uit de familie van de Mesodesmatidae. De wetenschappelijke naam van de soort is voor het eerst geldig gepubliceerd in 1793 door Spengler.